# Ford Racing 2
El Ford Racing 2 o també FR2 és un videojoc per ordinador, PlayStation 2 i Xbox, que recrea els cotxes més emblemàtics de la marca Ford. Aquest joc, ha estat desenvolupat per Empire Interactive. És la seqüela de Ford Racing 1 i va ser seguit per Ford Racing 3.

## Jugabilitat
Ford Racing 2 inclou dos modes de joc: el Ford Challenge i la Ford Collection. El Ford Challenge conté aproximadament 30 reptes per al jugador, incloses les curses de cara a cara i les curses amb límit de temps. La col·lecció Ford permet al jugador crear reptes personalitzables. El jugador avança pel Ford Challenge guanyant carreres, que també desbloqueja nous elements i ubicacions per a la Ford Collection.
El joc inclou més de 30 vehicles Ford del passat i del present, així com vehicles conceptuals. Les pistes de curses inclouen estadis, així com entorns de selves i deserts. El joc inclou una opció multijugador, i la versió de Xbox admet l'ús de bandes sonores personalitzades.

## Publicació
Als Estats Units, la versió de PS2 es va llançar el 28 d'octubre de 2003, mentre que la versió de Xbox es va llançar el 3 de novembre, seguida de la versió de Windows l'11 de desembre. Feral Interactive va completar una versió Macintosh del joc l'octubre de 2004, i la va publicar més tard aquell any.

## Rebuda
Segons Metacritic, les versions de PS2 i Xbox van rebre "crítiques mixtes o mitjanes".
Tyler Winegarner de GameSpot va revisar la versió de Xbox i va escriure que, a part dels problemes gràfics, "el problema més gran que impedeix que Ford Racing 2 sigui totalment recomanable implica la quantitat de temps que pots passar-hi. Si no ets un estrany als jocs de carreres, podràs passar per la majoria de curses en el primer intent amb la configuració de dificultat estàndard. Tanmateix, hi ha tan poques curses que pots acabar el joc en una sessió de tarda dedicada." Gord Goble de GameSpot va revisar la versió per a PC i va escriure que, tot i que tenia un gran nombre de reptes i vehicles, "el joc està plagat per la física antiquada i la sensació que ja heu vist el mateix, només que millor. Si hagués sigut llançat uns anys abans, de la mateixa manera que Need for Speed d'Electronic Arts estava trobant el seu punt de partida, Ford Racing 2 hauria sortit molt millor."
Ed Lewis de IGN va revisar les versions de PS2 i Xbox. Lewis va criticar la música i els efectes de so, i va escriure que quan el joc "per fi s'aconsegueix, té uns moments de curses lleugerament emocionants, però aquests eren molt llunyans. La física arcade i les pistes senzilles fan un experiència força insípida." X-Play va elogiar els efectes de so i els dissenys de cotxes de la versió de Xbox, i va afirmar que "no té ni la profunditat ni la destresa visual dels títols de carreres més grans, però ho aconsegueix oferint una varietat de tipus de cotxes i combinant la física de carreres real amb una accessibilitat de recollida i reproducció per a l'aficionat casual."
PC Gamer va escriure: "Molts dels variats entorns de pistes del joc estan a l'igual dels dels corredors arcade de la llista A." Official U.S. PlayStation Magazine va comentar el joc, "sorprenentment jugable", mentre que Xbox Nation Magazine va qualificar el joc de "realment mediocre". Mike Salmon de Official Xbox Magazine va criticar els controls, però va assenyalar que el joc "es veu sorprenentment bo". La Official Xbox Magazine d'Austràlia va escriure sobre el joc: "Dirigit a jugadors casuals després de la diversió de carreres barates, però és molt previsible."
Jerry Kahlil de TeamXbox va escriure que la música "enganxosa" pot arribar a ser "extremadament repetitiva". Kahlil també va considerar que els gràfics eren mitjans i va afirmar que "la manca de danys o efectes realistes al cotxe va ser decebedor". No obstant això, va concloure que Ford Racing 2 "és una entrada competent en el gènere de les carreres arcade. Tot i que no hi ha molta innovació, no es pot discutir amb un preu de l'entrada de 19,99 dòlars. Els aficionats als Ford clàssics i els cotxes conceptuals haurien de tenir en compte."
Michael Miller de Inside Mac Games va revisar la versió per a Macintosh. Miller va elogiar les recreacions fidels dels vehicles i la varietat de modes de cursa, però va criticar els controls i va trobar que la interfície era confusa. Peter Cohen de Macworld va gaudir del joc, però va opinar que els jugadors que busquen una experiència de conducció realista probablement en quedarien decebuts.

## Pistes
En el FR2 hi ha diversos tipus de pistes amb dos d'elles -el Gran País i Món Perdut- en el qual només es pot provar amb cotxes del tipus 'Tot terreny'. Aquestes són les pistes:
- Rodalies
  - Itinerari 50
  - Pont de la Badia
  - Port
- Gran País
  - Base Militar
  - Ciutat Fantasma
  - Carretera del Vell Ferrocarril
- Primaveral
  - Cala del Cérvol
  - Boulevard
  - Passeig de l'Oceà
- Món Perdut
  - Ruines del Temple
  - Volcà
  - Cascada
- Circuit Tancat
  - Carrera Internacional
  - Carrera de Club
- Ovals
  - Carrera de Rock City
  - Autopista del Cingle Negre

## Vehicles
Al FR2 com també altres jocs de la saga els vehicles s'ha d'aconseguir a base d'aconseguint els diferents reptes, aquests són els vehicles:
| Nom                      | Tipus de vehicle    |
| ------------------------ | ------------------- |
| Ford '49                 | Llegendes vives     |
| '68 Mustang              | Llegendes vives     |
| '55 Thunderbird          | Llegendes vives     |
| Fortynine Concept        | Llegendes vives     |
| Thunderbird convertible  | Llegendes vives     |
| Ford GT                  | Llegendes vives     |
| Ford '49 Coupe           | Estrelles de cinema |
| '76 Gran Torino          | Estrelles de cinema |
| '71 Mustang Mach I       | Estrelles de cinema |
| '73 Mustang Mach I       | Estrelles de cinema |
| '68 Mustang GT           | Estrelles de cinema |
| 2003 L.E. Thuderbird     | Estrelles de cinema |
| SVT Cobra                | SVT                 |
| SVT Focus                | SVT                 |
| SVT Lightning            | SVT                 |
| Powerstroke Concept      | Concepte            |
| Ex Concept               | Concepte            |
| GT90 Concept             | Concepte            |
| Indigo Concept           | Concepte            |
| Mustang Mach III Concept | Concepte            |
| Mustang GT Concept       | Concepte            |
| Explorer Sport Trac XLT  | Tot terreny         |
| '56 F-100                | Tot terreny         |
| '65 F-100                | Tot terreny         |
| F-150 Flareside 4X4      | Tot terreny         |
| F-150 FX4                | Tot terreny         |
| F-350 XLT Sport          | Tot terreny         |
| 1999 Focus Rally Car     | Tot terreny         |
| Focus FR200              | Client              |
| Mustang FR500            | Client              |
| Taurus Stock Car Class D | Cotxe d'Stock       |
| Taurus Stock Car Class C | Cotxe d'Stock       |
| Taurus Stock Car Class B | Cotxe d'Stock       |
| Taurus Stock Car Class A | Cotxe d'Stock       |